# Escola de Formação de Oficiais da Marinha Mercante
A Escola de Formação de Oficiais da Marinha Mercante - EFOMM - é uma instituição de ensino superior militar, administrada pela Marinha do Brasil e mantida com recursos do Fundo de Marinha Mercante. A EFOMM funciona como um centro de referência da Organização Marítima Internacional para a formação de Oficiais da Marinha Mercante para a região da América do Sul.
A EFOMM tem como objetivo a formação de Oficiais de Náutica e Oficiais de Máquinas, graduados em Ciências Náuticas e integrantes do Quadro de Oficiais da Reserva não remunerada da Marinha do Brasil com a patente de 2º Tenente (2T-RM2).
No Brasil, existem duas escolas irmãs mantidas pela Marinha do Brasil, sendo uma instalada no Centro de Instrução Almirante Graça Aranha (CIAGA), no Rio de Janeiro, e outra instalada no Centro de Instrução Almirante Brás de Aguiar (CIABA), em Belém, Pará.

## Centro de Instrução Almirante Braz de Aguiar
O Centro de Instrução Almirante Brás de Aguiar localizado na cidade de Belém, estado do Pará, cidade onde originalmente foi criada a primeira Escola de Marinha Mercante brasileira. Esse centro de instrução oferece vagas aos estudantes que residem nas regiões Norte e Nordeste do Brasil, tendo em seus domínios o simulador de passadiço mais moderno da America Latina, onde os alunos podem praticar manobras em diversos tipos de navio em diversas situações climáticas.

## Centro de Instrução Almirante Graça Aranha
O Centro de Instrução Almirante Graça Aranha localizado no bairro de Olaria, na cidade do Rio de Janeiro, Estado do Rio de Janeiro. Foi criado na década de 70 devido ao grande aumento da demanda de profissionais do setor. O Rio de Janeiro foi escolhido para a criação desse novo centro de instrução devido a proximidade com importantes departamentos da Marinha Brasileira. Esse centro de instrução oferece vagas para os alunos que residem nas regiões Sul, Sudeste e Centro-Oeste.

## Formação dos Oficiais
A graduação dos Oficiais é dividida em:
- Atividades acadêmicas: Desenvolvidas em salas de aula, laboratórios, simuladores e visitas a bordo de embarcações, terminais marítimos e estaleiros.
- Atividades militares: Desenvolvidas com vistas à formação militar-naval e compreendem disciplinas curriculares, embarques, formaturas, cerimônias e eventos cívico-militares, serviço diário, prática de liderança e atividades de rotina das Organizações Militares; e
- Atividades extraclasse: Destinam-se a complementar o curso e compreendem palestras, seminários, filmes, visitas, atividades sociais e esportivo-culturais, de interesse para a formação do aluno.

O curso tem dois períodos e é desenvolvido em oito semestres, a saber:
- Período Acadêmico, composto de seis semestres letivos em regime de semi-internato, com dedicação exclusiva do aluno e estruturado em um sistema serial anual, dividido em dois semestres; e
- Período de Estágio, compreendendo dois semestres embarcado para o curso de Náutica e dois semestres embarcado para o curso de Máquinas, cumprindo estágio supervisionado.

Durante os semestres acadêmicos, os alunos são militares na graduação de cabo, tendo precedência sobre estes, conforme previsto no Estatuto dos Militares, por estarem realizando a Formação de Oficiais da Reserva da Marinha. Após o término do 3º ano, o aluno será nomeado praticante aluno de Náutica ou Maquinas (PON/POM), sendo promovido à guarda-marinha e realizará o Programa de Estágio (PREST), a bordo de embarcações mercantes utilizadas na navegação marítima e no apoio marítimo, exclusivamente em empresas indicadas pelos Centros de Instruções.
Após a declaração de Praticantes, os alunos são desligados do Serviço Ativo da MB, incluídos como Guarda-Marinha na Reserva, de acordo com a legislação em vigor. Como alunos civis, passam a ser regidos pelas Normas do Ensino Profissional Marítimo (EPM) e o Regimento Interno dos Centros de Instrução.
O vestibular da EFOMM é realizado anualmente, e é aberto para candidatos de ambos os sexos, que já tenham ou estejam concluindo o segundo grau, que sejam brasileiros e que tenham entre 17 e 23 anos.
A EFOMM Brasileira atende como referência para a América Central, América do Sul e parte da África recebendo alunos provenientes de outras Escolas de Marinha Mercante, ou Marinha de guerra como no Peru, Panamá, Equador, República Dominicana, Angola, Senegal e Gabão isso atesta o nível de capacitação profissional a que o Oficial brasileiro se lança no mercado